# Vasco de Quiroga

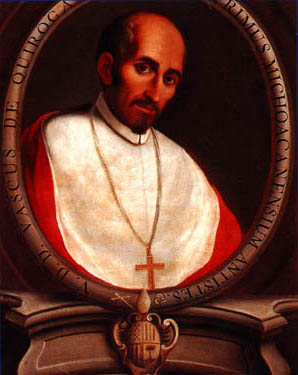
Vasco de Quiroga

Vasco de Quiroga (ur. między 1470 a 1478, zm. 1565) – pierwszy biskup Michoacánu w Meksyku oraz jeden z sędziów (oidores) podczas rządów tzw. Audiencia Real, która zarządzała wówczas Nową Hiszpanią, Czcigodny Sługa Boży Kościoła katolickiego.

## Życiorys
Vasco de Quiroga urodził się w rodzinie szlacheckiej pochodzenia galicyjskiego w Madrigal de las Altas Torres na terenie Kastylii. Odbył studia prawnicze i teologiczne prawdopodobnie w Valladolid. Po przybyciu do Meksyku został mianowany biskupem nowo utworzonej diecezji Michoacán. Zainspirowany w swych działaniach Utopią Thomasa More'a zasłynął jako opiekun i obrońca tamtejszych Indian, wcześniej okrutnie prześladowanych przez Nuño Guzmána, przyczyniając się jednocześnie do rozwoju rzemiosła na podległym mu terenie. 22 grudnia 2020 papież Franciszek ogłosił heroiczność jego cnót.